# Amphithéâtre de Périgueux
Pour les articles homonymes, voir Jardin des Arènes.
L'amphithéâtre de Périgueux est un amphithéâtre romain construit à Vesunna (le quartier sud de Périgueux aujourd'hui) au Ier siècle.

## Histoire
La première pierre de l'amphithéâtre aurait été posée sous le règne de Tibère (14-37). Ce projet est à l'initiative de la famille Pompeia, notamment Aulus Pomp(eius) Dumnom(otus), tribun militaire et préfet des ouvriers,. Entre le IIIe et IVe siècles, les remparts entourent la cité gallo-romaine, laissant en saillie l'amphithéâtre. Sa capacité est de 18 000 spectateurs, ce qui en fait l'un des plus grands amphithéâtres de la Gaule aquitaine.
Au Moyen Âge, le comte de Périgord implante son donjon et les tours de son fief sur les vestiges de l'amphithéâtre.
En 1575, une gravure montre que le bâtiment est encore presque intact, avec deux étages de gradins.
À partir de 1644, les sœurs visitandines utilisent les pierres de l'amphithéâtre pour construire l'église de leur couvent. En 1688, elles découvrent une niche enfermant des statuettes de déesses romaines, qu'elles font briser à titre « d'idoles païennes »"
En 1821, Wlgrin de Taillefer réalise les premières fouilles du site.
En 1875, le conseil municipal confie la création d'un jardin-école sur le site à la Société d'horticulture. Aujourd'hui ouvert au public sous le nom de Jardin des Arènes, les vestiges ont dû être recouverts d'environ 3,50 m de remblai.

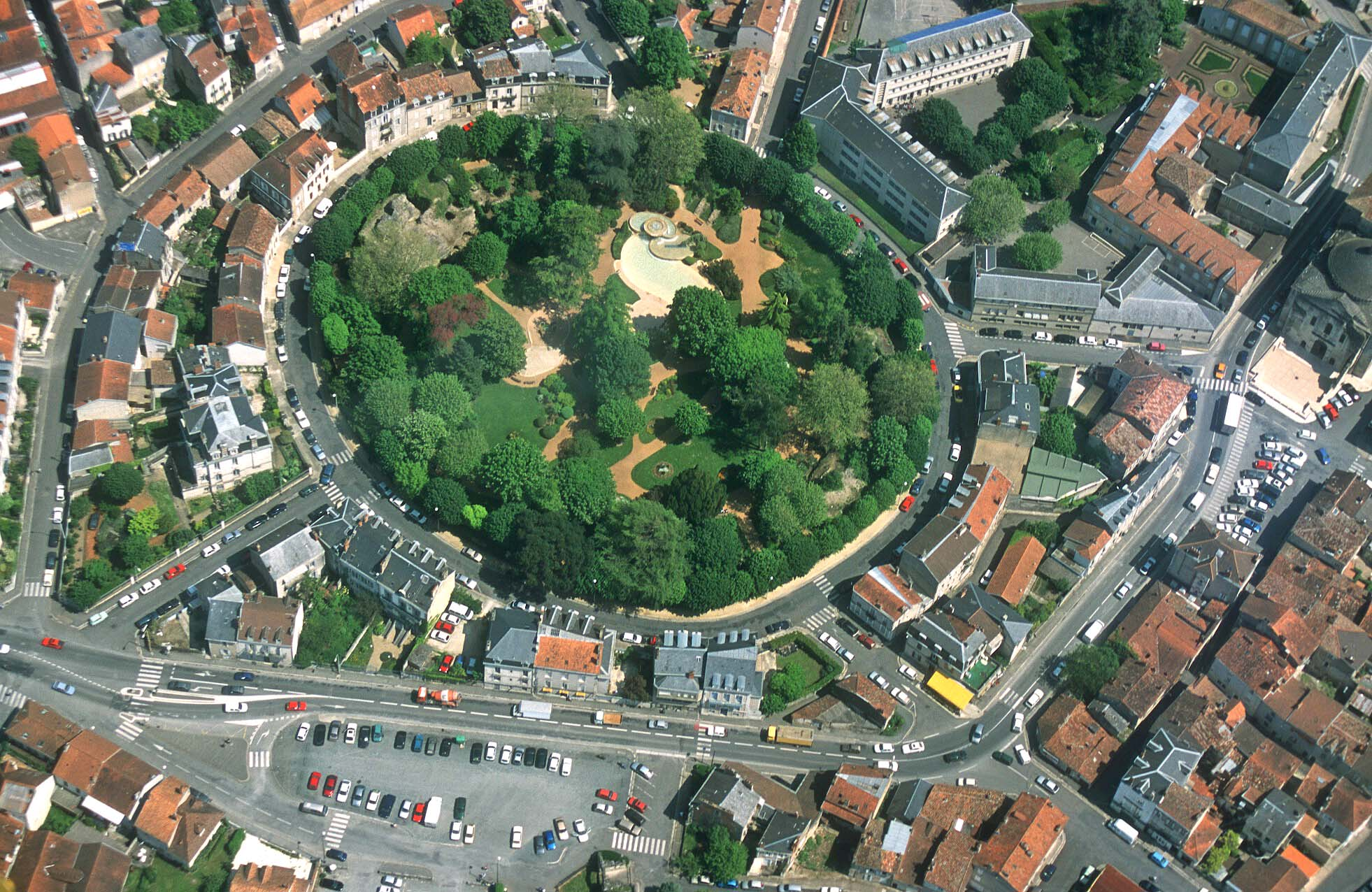
Vue aérienne de l'amphithéâtre et du jardin des Arènes.
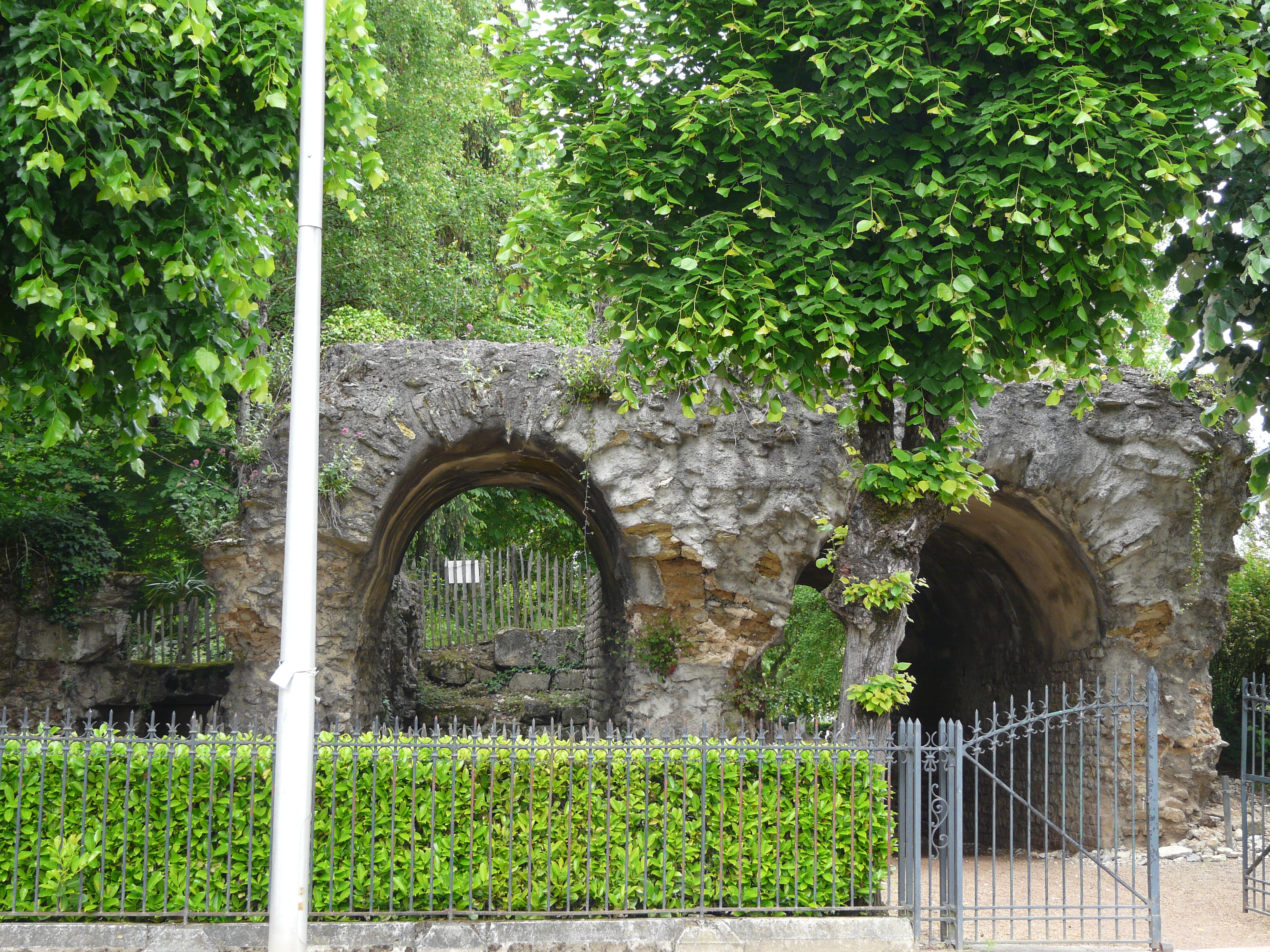
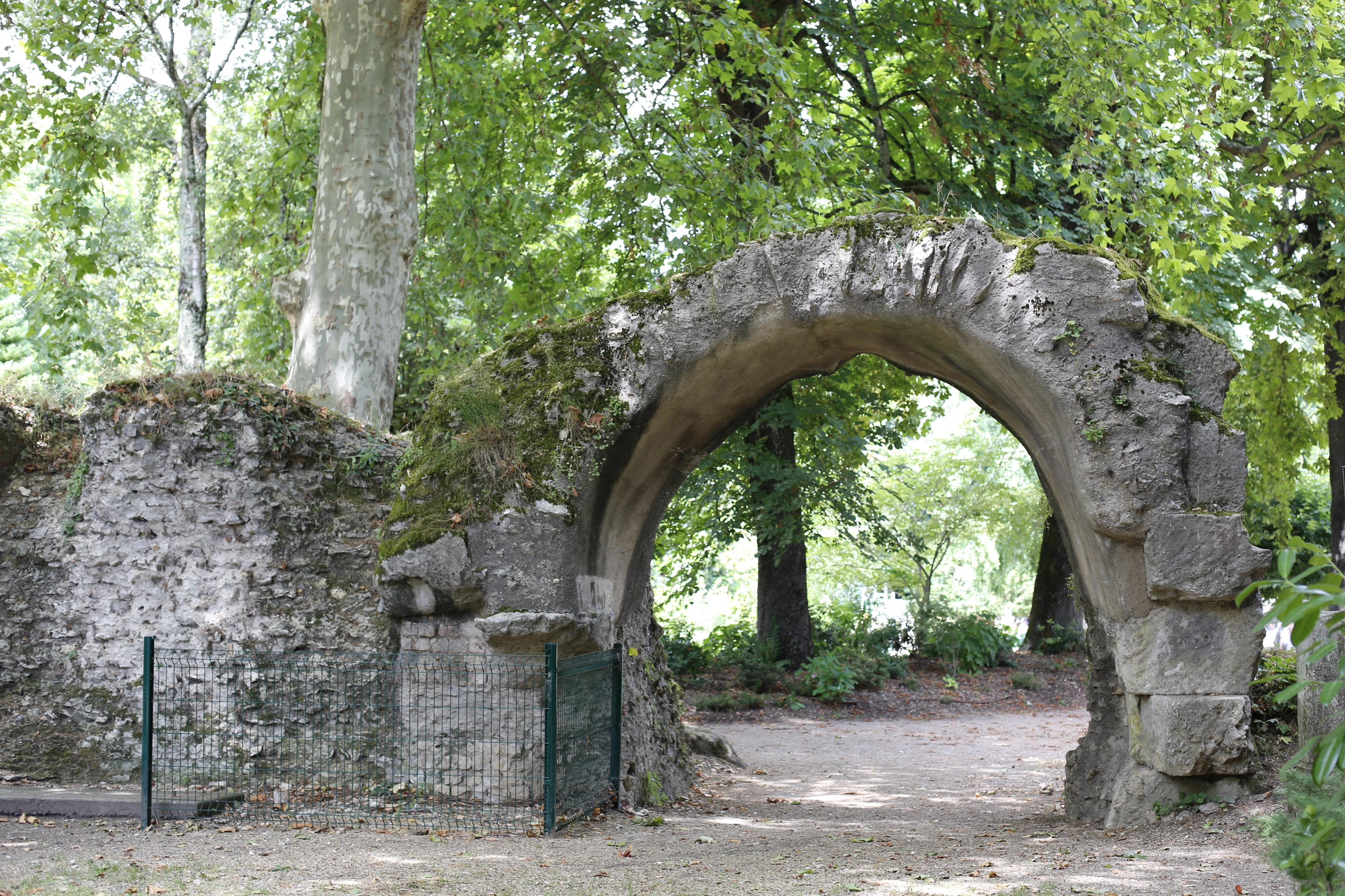
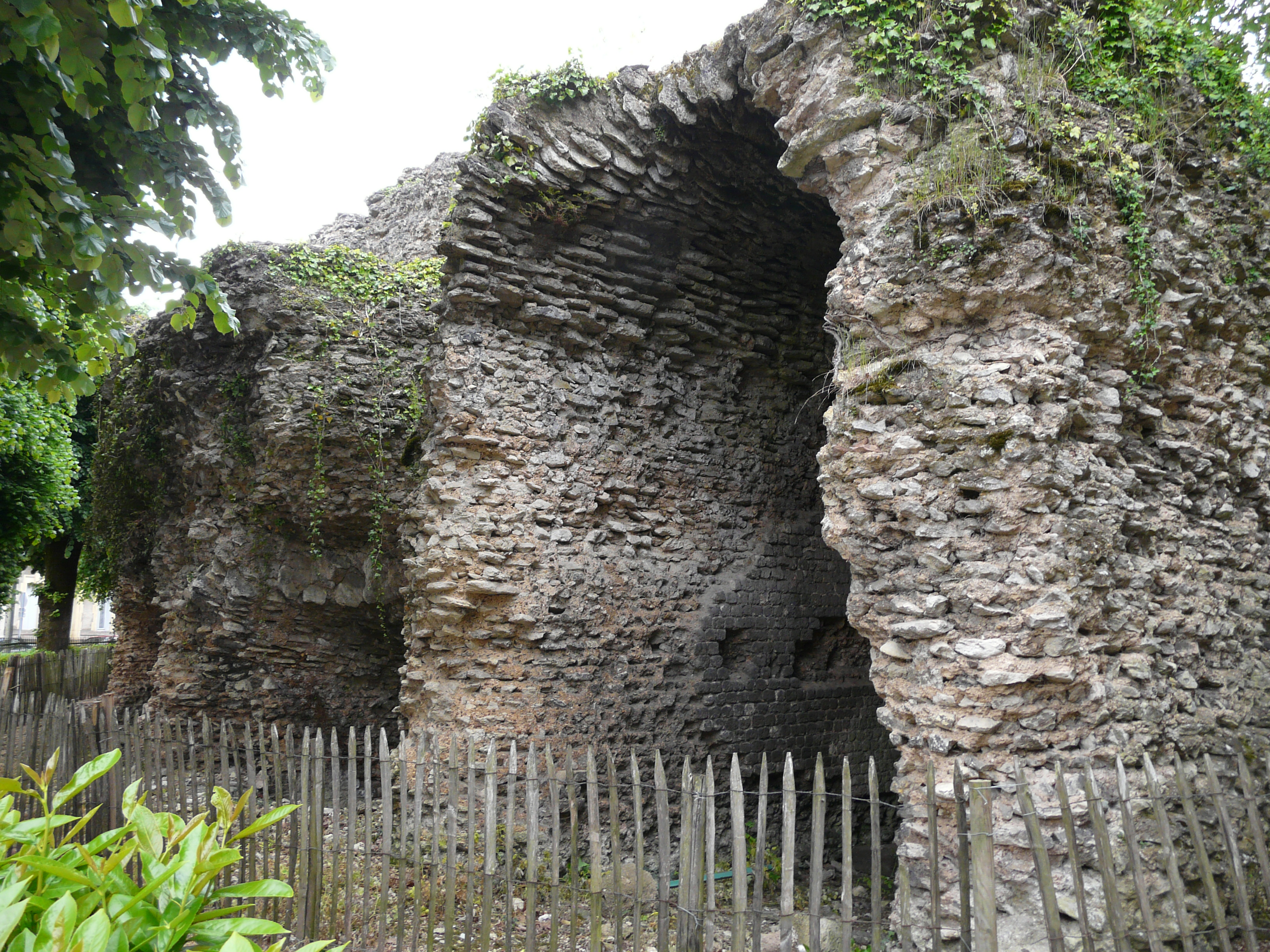

En 1877, Wlgrin de Taillefer participe aux observations rédigées par la Société historique et archéologique du Périgord. C'est dans cette période que le musée archéologique, qui porte son nom, ouvre sous le vomitoire principal.
En 1963 et 1982, les recherches du Bureau d'architecture antique du Sud-Ouest (dépendant du Centre national de la recherche scientifique) permettent d'établir le premier plan d'ensemble des vestiges.

## Architecture
De forme elliptique, il mesure 141,4 m de long pour 118,2 m de large.

## Jardin
Le jardin, ceinturé de tilleuls argentés, est composé de massifs de buis, d'ifs, de houx, de platanes, de marronniers et d'épicéas.

## Classement
Le monument fait partie des tout premiers monuments historiques français classés en 1840.